# Arriva Italia
Arriva Italia è la holding italiana del Gruppo Arriva. Dal 2002 è presente nel mercato italiano, del quale detiene circa il 5%, fornendo servizi di trasporto passeggeri sia a livello urbano sia interurbano principalmente in Piemonte, Valle d’Aosta, Lombardia, Friuli Venezia Giulia e Veneto, oltre a servizi di collegamento con gli aeroporti di Torino e Milano.
Eroga servizi di trasporto pubblico locale in Valle d'Aosta e nelle province di Torino, Venezia, Lecco, Bergamo, Brescia e Cremona; come holding, possiede inoltre il 60% della SAF di Udine, il 39.9% della Trieste Trasporti e, tramite la partecipata Omnibus, il 49% della ASF Autolinee di Como. Complessivamente, Arriva Italia percorre circa 100 milioni di bus/km annui, utilizzando 2.400 mezzi e impiegando 3.500 persone.

## Le aziende del Gruppo

### Lombardia

#### SAB
SAB era la società che gestiva il servizio di trasporto pubblico locale extraurbano nelle province di Bergamo e, in seguito alla fusione per incorporazione della SAL, anche a Lecco.
La SAB, nel 2002, è entrata a far parte del Gruppo Arriva; inoltre, faceva parte sia del consorzio Bergamo Trasporti che di Lecco Trasporti.
A partire da gennaio 2021 la SAB è stata incorporata in Arriva Italia, che la sostituisce come operatore d'esercizio.

#### SIA
SIA, Società Italiana Autoservizi, gestiva il servizio di trasporto pubblico locale urbano ed extraurbano nella città di Brescia e nella relativa Provincia.
La SIA è entrata a far parte di Arriva quando questa ha acquisito il Gruppo SAB, di cui faceva parte dal 1992.
Dal 2004 SIA faceva parte del consorzio Trasporti Brescia, nato per garantire ai cittadini una efficiente e puntuale rete di trasporto pubblico integrata.
A partire da gennaio 2021 la SIA è stata incorporata in Arriva Italia, che la sostituisce come operatore d'esercizio.

#### KM
KM era la società che gestiva il servizio di trasporto pubblico locale urbano ed extraurbano nella città di Cremona e nella zona sud-est della relativa provincia.
L’azienda è nata nel 2001 dalla fusione del ramo trasporti extraurbano della SAIA BUS di Cremona con quello urbano di AEM S.p.A., ed è entrata a far parte di Arriva l’anno successivo, con l’acquisizione del Gruppo SAB da parte della società inglese.
Nel 2004 nasce il consorzio Cremona Trasporti, di cui fanno parte KM, Line e Star.
A partire da gennaio 2021 la KM è stata incorporata in Arriva Italia, che la sostituisce come operatore d'esercizio.

#### ASF Autolinee
ASF è la società che gestisce il servizio di trasporto pubblico locale urbano ed extraurbano nella città di Como e nella relativa provincia.
Arriva Italia detiene il 50% di Omnibus Partecipazioni, che insieme al Gruppo Ferrovie Nord possiede il 49% di ASF.

### Piemonte

#### Sadem
La SADEM era una delle più importanti realtà nel settore del Trasporto Pubblico Locale del nord Italia, e gestiva servizi di trasporto pubblico locale a Torino e Provincia.
L’azienda, assieme alla SAPAV successivamente incorporata nel 2010, è stata acquisita dal Gruppo Arriva nel 2005, entrando poi a far parte di Arriva Italia nel 2009.
Dal 2011 SADEM fa parte del consorzio Extra.To, l’operatore unico per i trasporti della Città Metropolitana di Torino che ha riunito 19 storici operatori del trasporto pubblico extraurbano che operavano nell'area vasta di Torino metropoli per costituire un'unica rete in grado di coprire le tratte dell’intero territorio provinciale.
A partire da gennaio 2021 la SADEM è stata incorporata in Arriva Italia, che la sostituisce come operatore d'esercizio.

### Valle d'Aosta

#### Savda
La SAVDA, Società Autoservizi Valle D’Aosta, gestiva servizi di trasporto pubblico locale urbano ed extraurbano in Valle d'Aosta.
Entrata a far parte del Gruppo Arriva nel 2016, la SAVDA è stato il più importante operatore nel campo della mobilità di tutta la regione.
A partire da gennaio 2021 la SAVDA è stata incorporata in Arriva Italia, che la sostituisce come operatore d'esercizio.

### Friuli Venezia Giulia

#### SAF
SAF, che nel 2020 ha cambiato denominazione in Arriva Udine, gestisce il servizio di trasporto pubblico locale nella città e nella provincia di Udine.
Il Gruppo Arriva ha acquisito il 49% di SAF nel 2004, per poi aumentare la propria partecipazione al 60% l’anno successivo.

#### Trieste Trasporti
Trieste Trasporti gestisce il servizio di trasporto pubblico locale urbano nella città di Trieste.
Arriva, nel 2002, ha acquisito il 39,9% della società.

### Veneto

#### Arriva Veneto
Arriva Veneto gestisce il servizio di trasporto pubblico nella Città metropolitana di Venezia con tre linee in partenza da Sottomarina di Chioggia e con destinazione: 
- Venezia-Piazzale Roma (linea 80);
- Mestre-aeroporto Marco Polo (linea 85);
- Porto Marghera-Fusina (linea 87).

La linea 88 Sottomarina-Chioggia-Cavarzere è stata sospesa dal 5 ottobre 2020.
Dal 1 gennaio 2025 gestisce anche il TPL urbano di Chioggia, fino ad allora svolto da AVM/Actv.

## Arriva Italia Rail
Fondata nel 2012, Arriva Italia Rail è una società dedicata ai servizi ferroviari.

## I numeri di Arriva Italia
Arriva Italia nel 2016 gestisce un portfolio composto da 9 aziende operative, servizi di trasporto pubblico per circa 100 milioni di bus/km annui, 2.400 mezzi e 3.500 dipendenti.
Nel 2016 l’azienda ha chiuso il bilancio d’esercizio con ricavi aggregati per 360 milioni di €.
Nel 2021 Arriva Italia ha chiuso l'esercizio con un utile netto pari a 12 milioni di euro e con ricavi in crescita a 153 milioni.